# Risque climatique

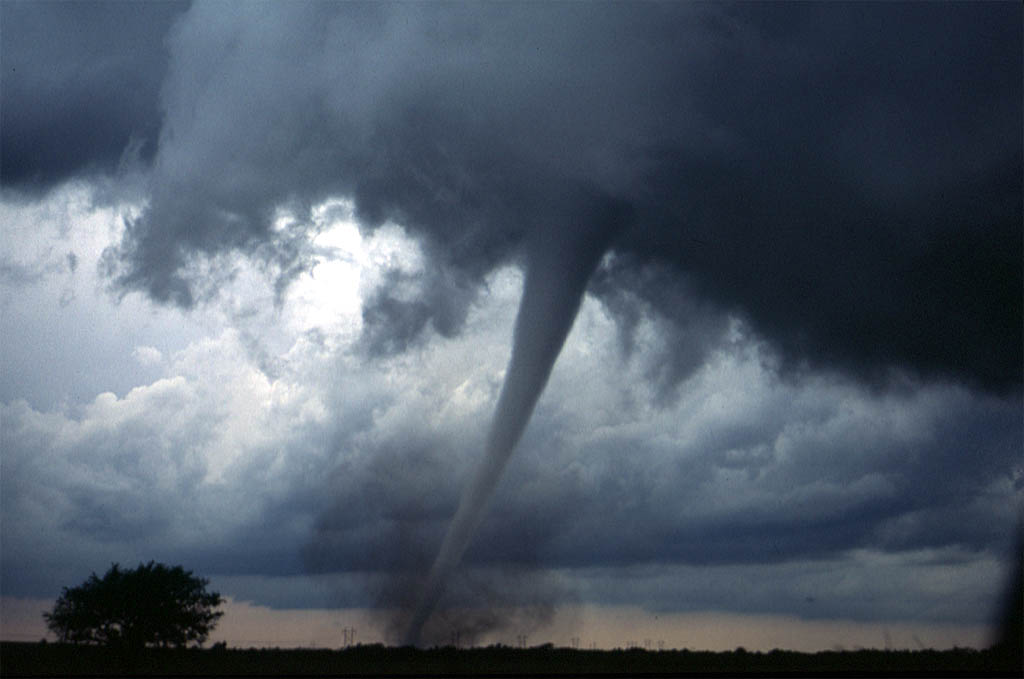
L'une des nombreuses tornades observées le 3 mai 1999, dans le centre de l'Oklahoma. Noter l'entonnoir de condensation en forme de tube, attaché à la base du nuage en rotation, entouré d'un nuage de poussière translucide.

Le risque climatique est un risque lié à la vulnérabilité accrue des entreprises par rapport aux variations des indices climatiques (température, précipitations, vent, neige, etc.).
Dans de nombreux secteurs économiques (agriculture et agroalimentaire, énergie, textile, tourisme, loisirs, construction, etc.), le risque climatique est beaucoup plus important que le risque de marché traditionnel (taux d'intérêt, change, matières premières, etc.) et peut expliquer à lui seul l'essentiel de la volatilité du résultat.
La prise de conscience par les entreprises du risque climatique explique l'augmentation des produits de couverture climatique qui peuvent prendre la forme d’une assurance.

## Dans le secteur financier
Dans le secteur financier, le terme « risque climatique » recouvre deux familles de risques :
1. Les risques physiques liés aux effets financiers du changement climatique. Ces effets peuvent être directs, par exemple des dommages causés aux biens immobiliers ou une baisse de productivité, ou indirects, comme la perturbation des chaînes d’approvisionnement. Les risques climatiques physiques sont qualifiés d'aigus quand ils découlent d’événements extrêmes (sécheresses, inondations, tempêtes, etc.) et de chronique lorsqu’ils résultent de changements graduels (hausse des températures, élévation du niveau de la mer, stress, hydrique, etc.)
2. Les risques de transition liés aux pertes financières causées, directement ou indirectement, par la transition vers une économie sobre en carbone. Il peut provenir, par exemple, de l’adoption rapide de politiques climatiques défavorables à certains secteurs d'activités (énergies fossiles, transports, etc.) ou de l'accélération du progrès technique.

En 2020, la Banque centrale européenne a publié un guide relatif aux risques liés au climat et à l'environnement définissant les règles applicables aux établissements de crédit qu’elle supervise. Un premier bilan réalisé en août 2021 montre que le niveau de conformité reste bas : aucune banque '’est proche des objectifs définis par le régulateur et seulement un tiers disposent d'un plan d'action « globalement adéquat » pour les atteindre.